# Magyar encyclopaedia
A Magyar encyclopaedia Apáczai Csere János (1625–1659) erdélyi református teológus, pedagógus 1653 első felében írt, majd 1655-ben Utrechtben megjelent munkája, az első magyar nyelvű tudás- és ismerettár.

## Keletkezése
A fiatal Apáczai hollandiai egyetemi tanulmányai vége felé, 1653 első felében írta meg enciklopédiájának törzsanyagát. Bár a rövid idő sietséget feltételez, a szerző valójában alaposan felkészült művének megírására. Már az 1640-es években közelebbi ismeretségbe került tanárai, Kolozsvárott Porcsalmi András, majd Gyulafehérvárott Johann Heinrich Bisterfeld révén azzal a reformációban megfogant irányzattal, amelyet leginkább Johann Heinrich Alsted neve fémjelzett. A német protestáns teológus, aki korábban, 1619-től maga is tanított Gyulafehérvárott, 1630-ban Herbornban adta ki tudományos ismerettárát Encyclopaedia philosophiae címen. 
Apáczaira nagy hatással volt ez a munka, és külhoni egyetemi tanulmányai során fogalmazódott meg benne a célkitűzés, hogy magyar nyelven és rendszerezett formában közreadja az akkori tudományos tudásanyagot, amellyel elsősorban a literátus magyar ifjak tanulmányait kívánta elősegíteni. Azaz bár formáját tekintve a mű valóban enciklopédia, a szerző célját figyelembe véve tankönyvnek készült, ahogy arra maga Apáczai is utalt műve előszavában: „Tanulóifjúságunknak legyen legalább egyetlen olyan könyve, amelyből az egész műveltség szövedékes szálait legombolyíthatja, mégpedig anyanyelvén.” A kiadásra csak 1655-ben került sor Utrecht városában, amikor Apáczai már ismét Erdélyben tartózkodott, és könyve utolsó fejezeteit is innen küldte levélben a nyomdának.

## Forrásai és tartalma
Bár a Magyar encyclopaedia közvetlen ihlető forrása Alsted 1630-as ismerettára volt, és egyes részeit Apáczai a maga enciklopédiájába is átemelte, Alsted vallási szempontjai és millenarista meggyőződése kevesebb hangot kaptak Apáczai művében. A puritánus teológiai alapokon nevelkedett erdélyi ifjúra ugyanis nyugat-európai tanulmányai során nagy hatást gyakorolt a descartes-i filozófia racionalizmusa. Ennek fényében bár az Alsted-mű szolgált ihlető előképül, munkájához inkább puritánus és karteziánus forrásokat használt fel (főként Fenner, Amesius, illetve Descartes műveit), továbbá a könyv szerkezetének kialakításakor nagyban támaszkodott a francia humanista logikus, Petrus Ramus életművére. A korabeli filozófiai áramlatok dacára ugyanakkor, noha a könyv természettudományokkal foglalkozó fejezetei terjedelmükben jóval meghaladják az egyéb ismeretek tárgyalását, Apáczai – különösen a könyvet lezáró politikai és teológiai kompendiumokban – a teokratikus társadalmi rendet eszményíti, a Szentírást mint végső célt és útmutatót a tudásunkat alkotó egyéb ismeretek fölébe helyezi. Ebből a szempontból gondolatmenetét egyfajta föderalista teológia jellemzi: az emberi-társadalmi kapcsolatok és szövetségek mögött és fölött meghúzódó legfőbb szövetség az Isten és az őt félő ember, az Isten és az általa kiválasztott nép közötti szövetség. Másként megfogalmazva, az eszményi társadalom és intézményei ebben a legfőbb szövetségben kell hogy megfoganjanak: a paráznák megkövezésétől a népfelség elvének kimondásáig mindennek célja és értelme a Szentírás megfelelő magyarázatával igazolható.
A Magyar encyclopaedia áttekinthető, a magyar ifjak reménybeli tanulmányait lépcsőzetesen segítő szerkezetet kapott, amely ismeretelméleti kérdésekből kiindulva a gondolkodás (filozófia, logika) és az érvelés (dialektika) tudományán kalauzolja végig olvasóit, hogy a további fejezetekben a matematika, a geometria, az asztronómia, a természettudományok (fizika, geológia, biológia) ismereteit adja át. Az ezeket követő fejezetekben először a „csinálmányokkal”, vagyis az ember által teremtett szellemi és anyagi világhoz kötődő ismeretekkel (társadalom, gazdaság, technika), illetve a történelemmel foglalkozott, hogy az enciklopédiát a politikai, etikai és teológia ismeretek összegzésével zárja le. Jelentős érdeme Apáczainak, hogy a mű írásakor nem elégedett meg a rendelkezésére álló magyar nyelvállapottal, száműzte a latinizmusokat, és számos újítást vezetett be a természettudományok magyar nyelvű terminológiájában. Munkájának további jelentősége, hogy Apáczai válogatott a kor tudományos ismeretei között, volt bátorsága bizonyos szerzők mellett állást foglalni, más – korában még nem teljesen elfogadott, de haladó szemléletű – szerzőket pedig kihagyni.

## Hatása
A mű az általa átadott ismeretanyag, a purista magyar nyelvezet révén nagy szolgálatot tett a korabeli magyar oktatásügynek.

## Modern szövegkiadások
- Magyar encyclopaedia; sajtó alá rend., bev. Bán Imre, jegyz. Gyenis Vilmos; Szépirodalmi, Budapest, 1959
- Magyar encyclopaedia; sajtó alá rend., tan., jegyz. Szigeti József; Kriterion, Bukarest, 1977
- Magyar encyclopaedia; sajtó alá rend. Bán Imre, jegyz. Gyenis Vilmos; Könyvtárellátó Nonprofit Kft., Budapest, 2023 (Kello diákkönyvtár)